# Sítio Arqueológico de Santarém
O Sítio Arqueológico de Santarém se notabilizou por um conjunto de peças cerâmicas encontradas no ano de 2009, a então chamada cultura santarém. Localizado na região do baixo rio Tapajós na cidade de Santarém no Estado do Pará o sítio arqueológico do porto de Santarém foi objeto de massivas pesquisas empreendidas por equipes de arqueólogos e estudantes de arqueologia. 
As peças cerâmicas encontradas se notabilizaram pelas técnicas de modelagem, incisão, aplicação e ponteado muito peculiares. O tipo de cerâmica encontrado em santarém se distingue do que foi historicamente encontrado em sítios arqueológicos pelo país.

## Escavações
A primeira área a ser escavada em Santarém foi a área 4A. Essa primeira escavação teve início no ano de 2009 e foi coordenada pelas pesquisadoras Anna Rossevelt e Maura Imazu. Ela se deu próximo à Av. Cuiabá-Santarém, ao lado do prédio administrativo da Cargill, possui uma área de 24.070 m² e forma retangular. Nessa primeira escavação foram identificados pelas pesquisadoras vestígios de atividades funerárias e cerimoniais.
Na região ao sul da área 4A foi escavada a área 4B no ano de 2010. Essa segunda área teve sua escavação coordenada por Denise P. Schaan e Marcio Amaral. Nessa área foram encontrados vestígios de peças de cerâmica decorada. Entre 2010 e 2012, também sob coordenação de Denise P. Schaan, foi escavada a Área 1Sul, com 15.800m². Nela foram encontrados uma grande diversidade de artefatos líicos, isso fez com que os pesquisadores atribuíssem a este lugar um provável espaço de manufatura de artefatos líticos.

As áreas Área 2 e Área 2A possuem uma área de 26.741m² e 32.142m² e foram escavadas nos anos de 2011 e 2012 respectivamente. Nessas áreas foram encontradas centenas de objetos culturais, as escavações revelaram 11 vasilhas onde estavam contidas ossadas humanas o que indica um possível local de sepultamento.

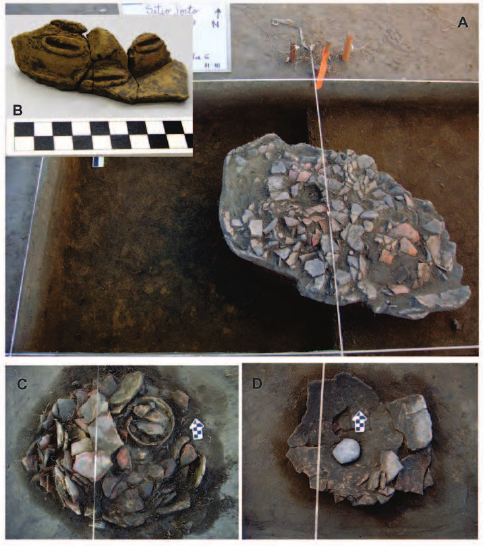
Fragmentos cerâmicos encontrados em Santarém na Áárea de escavação 2A: (A) Feição 6, composta de três vasilhas fragmentadas, uma delas com face antropomorfa (B). Na Feição

As quatro últimas áreas a serem escavadas foram as áreas 10A-2, 10A-3, 10A-4 e 10A-5. Essas áreas somadas totalizam 5552m². Nessas áreas foram encontrados poucos fragmentos cerâmicos. Foi identificada uma grande camada de terra preta, indicando uma provável área de cultivo.
No processo de escavação, centenas de moradores, principalmente estudantes e educadores, do município foram atravessados por projetos de educação patrimonial nas escolas da cidade. Além disso, houve muitas visitas pedagógicas ao sítio arqueológico e ao laboratório. O material bibliográfico produzido ao longo da pesquisa foi distribuído em escolas e universidades. Toda essa difusão da pesquisa permitirá uma maior consciência acerca da ocupação indígena no local e inserir a população na discussão acerca da preservação do patrimônio arqueológico. O material arqueológico encontrado foi identificado como parte da cultura Tapajó, sendo assim algo muito significativo para as populações indígenas tapajós que residem no município.

## Instrumentos Musicais em Santarém
O projeto “Arqueologia Musical Amazônica”, cadastrado na Universidade Federal do Pará, estabeleceu uma parceria com o Museu Paraense Emílio Goeldi em Belém do Pará e com o Museu Nacional da UFRJ. Coordenado pela pesquisadora e arqueomusicóloga Líliam Barros, o projeto teve por objetivo empreender uma minuciosa análise das peças cerâmicas de instrumentos musicais encontradas em Santarém. Essas peças foram replicadas pela pesquisadora, que publicou através de um blog alguns vídeos com demonstrações do som e dos possíveis usos desses instrumentos.
Líliam Barros analisou 27 aerofones do Museu Emílio Goeldi, dos quais 15 eram flautas com mais de um orifício, 9 eram flautas com apenas um orifício e três eram a combinação de duas flautas. A autora analisou também dois aerofones do Museu Nacional. A pesquisadora analisou também quatro idiofones do Museu Paraense Emílio Goeldi e três idiofones do Museu Nacional.

## Destruição do Sítio
A atuação da Cargill na região foi um fator que contribuiu e tem contribuído diretamente na destruição do sítio. Nos mais de 20 anos em que esteve instalada no porto de santarém, a multinacional estado-unidense não só descaracterizou o sítio como também impactou diretamente a vida das comunidades indígenas de Santarém. A sede da empresa está localizada ao lado das principais áreas de escavação do sítio arqueológico.